# Землянуха (приток Оби)
Землянуха — малая река в Алтайском крае России, левый приток Оби (устье рядом с посёлком Казённая Заимка). Бассейн реки находится в пределах города Барнаул в его северо-восточной части.

## Физико-географические особенности
Река Землянуха протекает по Приобскому плато с юга на север. Исток находится в 2 км южнее одноимённого посёлка Землянуха на высоте около 220 м над уровнем моря, но из-за нерегулярности стока часть русла реки пересыхает. Регулярный сток образуется после запруженной части реки — севернее Гоньбинского тракта. Впадает Землянуха в Обь, на 1 км ниже по течению от посёлка Казённая Заимка на высоте 129 м.
Модуль годового стока колеблется от 5 до 10 л/с на 1 км², а расход воды составляет — менее 10 м³/с. Летний и зимний меженный сток отсутствует. Снеговое и дождевое питание — 70-75 %, грунтовое — 25-30 %.
В пределах своего бассейна река пересекает территорию активного оврагообразования. Окружающие ландшафты представлены днищами балок с разнотравно-злаковой растительностью на аллювиальных лугово-песчаных почвах. При этом данные ландшафты имеют низкий эколого-природный потенциал и высокую антропогенную нагрузку.

## Использование
Землянуха используется местным населением прежде всего как источник воды для бытовых нужд. Около запруженной части реки находятся места для загородного отдыха барнаульцев.